# 蝗蟲天下
《蝗蟲天下》，是2011年由香港高登討論區音樂台的網友改編的歌曲，是香港網上二次創作作品的代表作，網上點擊率起過一百萬、累積留言亦有二萬一千條。

## 創作背景
此曲是改自陳奕迅的富士山下，歌詞認為近年內地人來港與港人爭奪資源，導致香港物價上升，尤其是樓價。除此之外，由於中國改革開放只是很短時間，同時中國因經濟崛起而出現大量暴發戶，以致接受英國式教育已百年餘的香港與中國內地形成文化差异，引發中港矛盾。網民借此曲渲洩不滿。同時北京大學教授孔庆东將某些港人比喻為狗，令某些在香港的人不满。

## 影響及迴響
此曲被上載後，立即成為香港激烈討論的話題，傳媒紛紛訪問學者。李怡認為「內地客對香港的侵擾，已不僅是資源爭奪，而是影響香港社會的價值觀，香港社會價值觀漸被扭曲：私家醫院為錢而濫收孕婦，有信譽的超市也難遏制賄賂的內地歪風了。」經濟日報社評認為：「《蝗蟲天下》道盡港人對內地人爭奪資源甚至撼動價值觀的恐懼。」片段內其中有「要不是中央政府照顾你们, 香港就完蛋了」出自於無線電視六點半新聞，引發香港普遍市民不滿，以歌曲一句「香港都算真多得中國唔少」回應。
另一方面，本曲在中国内地也引起了不小的争议。腾讯新闻引用香港立法会议员指出，2003年改革综援政策后，新移民领域综援的门槛大大提高，居住未满7年，生活实在困难的新移民只有获得社会福利署酌情权才能领取综援。截至2011年2月底，获得酌情权的新移民仅1.7万人，只占领取综援总人数的5％。另一方面，部分香港人亦利用本曲對內地孕婦及其他內地來港人士批評，又以蝗蟲比喻內地人士
至2013年，無綫電視劇《老表，你好嘢！》第一集中，有一眾示威團唱出《蝗蟲天下》一曲，指控內地人來港盡搶香港的資源。無綫電視因此被投訴抄襲二次創作的歌曲。

## 外部連結
- [高登音樂台] 《蝗蟲天下》MV  （页面存档备份，存于）
- 蝗蟲天下 （页面存档备份，存于）
- 蝗蟲天下Locust World (Subtitled with English) （页面存档备份，存于）
- 我系大陸仔，我剪輯的《蝗蟲天下》